# Bernard Dewamme
Bernard Dewamme is een Belgisch voormalig hockeyer.

## Levensloop
Dewamme was onder meer actief bij KHC Leuven en KHC Dragons. Met laatstgenoemde ploeg werd hij in seizoen 1996-'97 landskampioen. Daarnaast was hij actief bij het Belgisch hockeyteam. Met de nationale ploeg nam hij onder meer deel aan het wereldkampioenschap van 1994 te Sydney.
Na zijn spelerscarrière was hij onder meer actief als trainer bij Beerschot. Met deze club kon hij in seizoen 2008-'09 de promotie afdwingen in eerste nationale. Vervolgens ging hij aan de slag bij KHC Leuven.
Later maakte hij de overstap naar het tennis. Zo was hij onder meer van maart 2007 tot juni 2008 aan de slag als technisch directeur bij de Vlaamse Tennisvereniging (VTV). Sinds 2008 is hij actief als mental coach.